# Nassarius papillosus
Nassarius papillosus är en snäckart som först beskrevs av Gould 1850.  Nassarius papillosus ingår i släktet nätsnäckor, och familjen Nassariidae. Inga underarter finns listade i Catalogue of Life.